# Русин Ростислав Ігорович
Ростисла́в І́горович Ру́син (нар. 26 жовтня 1995, Жидачів, Львівська область, Україна) — український футболіст, атакувальний півзахисник. Виступав за юнацьку збірну України U-16.

## Життєпис
Народився 26 жовтня 1995 року в місті Жидачів Львівської області. Футболом розпочав займатися в місцевій ДЮСШ (перший тренер — Володимир Сапуга). Продовжив навчання в київському РВУФК, у складі якого виступав у ДЮФЛУ. У 2011 році перейшов до молодіжної академії донецького «Шахтаря», у складі якого виступав за юніорську та молодіжну команду. Грав за донецьку команду в юнацькій Лізі чемпіонів U-19 Проте шансу проявити себе в першій команді «гірників» так і не отримав.
Взимку 2017 року підписав контракт з латвійським «Спартаксом». У складі юрмальського клубу дебютував 12 березня 2017 року в програному (1:2) виїзному поєдинку 1-го туру Вищої ліги проти ризької РФШ. Ростислав вийшов на поле на 75-й хвилині, замінивши білоруського півзахисника Дмитра Платонова. Загалом 10 разів потрапляв до заявки на матчі чемпіонату та кубку країни, проте після цього за першу команду юрмальців не грав. Влітку того ж року отримав статус «вільного агента». У складі молодіжної команди «Спартакса» зіграв 7 матчів, в яких відзначився 6-а голами.
Влітку 2017 року, після повернення з Латвії, побував на перегляді в «Олімпіку», проте контракт з цим клубом так і не підписав. Взимку 2018 року відправився на тренувальні збори з  «Рухом», у складі якого виходив на поле в товариських поєдинках. У середині серпня 2018 року підписав контракт з винниківським клубом, у новій команді отримав футболку з 99-м ігровим номером. У футболці винниківського клубу дебютував 18 серпня 2018 року в програному (0:1) домашньому поєдинку 5-го туру Першої ліги проти петрівського «Інгульця». Русин вийшов на поле на 46-й хвилині, замінивши Івана Брікнера. Дебютним голом за «Рух» відзначився 19 квітня 2019 року на 90-й хвилині нічийного (1:1) домашнього поєдинку 23-го туру Першої ліги проти «Миколаєва». Ростислав вийшов на поле на 74-й хвилині, замінивши Богдана Бойчука.
3 липня 2021 року став гравцем харківського «Металіста 1925».

## Особисте життя
Брат Володимир Федорів, також професійний футболіст.

## Досягнення
Вірсліга:
 Чемпіон: 2017
 Перша ліга України:
 Срібний призер: 2019/20
 Чемпіонат України U-19:
 Срібний призер: 2013/14